# Weno
Weno, ook Moen, is een eiland en gemeente in Micronesië en is de hoofdstad van de deelstaat Chuuk. Met 13.758 inwoners (2005) is Weno de grootste stad van het land — de hoofdstad is echter Palikir op Pohnpei.
Weno meet 18,1 km² en het hoogste punt ligt 370,3 meter boven de zeespiegel. Er komen drie zoogdieren voor: de geïntroduceerde rat Rattus tanezumi en de vleermuizen Pteropus insularis en Emballonura semicaudata.
Colonia · Kolonia · Tofol · Weno
Dublon · Eot · Ettal · Fala-Beguets · Fananu · Fefan · Kutu · Losap · Lukunor · Magur· Moch · Murilo · Nama · Namoluk · Nomwin · Onari· Oneop · Ono · Param · Pis-Losap · Pisaras · Pulap · Pulusuk · Puluwat · Romanum · Ruo · Satawan · Ta · Tamatam · Tol · Tsis · Udot · Ulul · Uman · Weno